# Некрасов Валерій Олександрович
Валерій Олександрович Некрасов (нар. 12 вересня 1940, Харків, Україна) – фахівець у галузі суднобудування, доктор технічних наук (1990), професор (1991). Лауреат державної премії України в галузі науки і техніки (2012).

## Біографія
Народився 12 вересня 1940 року у Харкові.
У 1964 році закінчив кораблебудівний факультет Миколаївського кораблебудівного інституту (зараз – Національний університет кораблебудування імені адмірала Макарова).
Працював на підприємстві 117 міста Феодосія та на заводі ім. 61 комунара в Миколаєві.
У 1966 році вступив на аспірантуру кафедри теорії корабля Миколаївського кораблебудівного інституту, де з того часу і працює. У 1971 році захистив дисертацію на здобування наукового ступеню кандидата технічних наук, яка присвячена дослідженню нелінійної хитавиці судна з рідким вантажем на нерегулярному хвилюванні.
У 1972 році Некрасову присвоєно вчене звання доцента кафедри теорії корабля Миколаївського кораблебудівного інституту. У 1990 році він очолив цю кафедру, а в 1992 був обраний завідувачем кафедри теорії та проектування суден. У 1991 році захистив докторську дисертацію на тему «Динамічна стійкість корабля в умовах шторму», в 1992 році йому було присвоєно наукове звання професора кафедри теорії і проектування суден.
У 2010 році професором Некрасовим і деканом кораблебудівного факультету Янцуского університету науки і технологій Китайської Народної Республіки (КНР) професором Цзян Чжіцзоном підписаний перший навчальний план групового навчання в Україні китайських студентів за освітньою програмою «Кораблі та океанотехніка — Naval Architecture and Ocean Engineering». В даний час цей напрям інтенсивно розвивається.
Автор 203 наукових і методичних публікацій, п’яти навчальних посібників, 11 свідоцтв авторського права на твір, 1 патенту, 4 монографій. Очолює роботу наукових шкіл «Морехідність суден» та «Проектування суден».

## Наукові дослідження
Займався дослідженням питання адаптації вітчизняного суднобудування до ринкових умов існування, проблеми поповнення флоту і розвитку суднобудування України.
Некрасовим розроблено стохастичну теорію суттєво-нелінійної качки судна, його нелокальної стійкості та надійності в умовах шторму, на основі якої створено методи визначення нелокальної стійкості та надійності військових кораблів, кораблів берегової охорони, великих та малих суден.
Некрасов звернув увагу на необхідність використання, поряд з показниками економічної ефективності судів, показників їх надійності, обчислюватиме ці показники на основі формулювання та вирішення стохастичних завдань функціонування кораблів та суден як продукт-орієнтованих та систем-орієнтованих об'єктів. Це призвело до концепції проектування суден на основі комплексної критеріальної оцінки їх ефективності та безпеки плавання та створення стохастичної теорії оптимізаційного проектування кораблів та суден.

## Нагороди
- Лауреат державної премії України в галузі науки і техніки (2012);
- Орден «За заслуги» III-го ступеня (2019).

## Вибрана бібліографія
- Вероятностные задачи мореходности судов. Ленинград, 1978;
- Створення універсальних транспортних суден та засобів океанотехніки (співавт.). Москва, 2011;
- Методика выбора оптимального состава буксирного обеспечения порта (співавт.). Санкт-Петербург, 2015;
- Концепція комплексного оцінювання ефективності та надійності кораблів берегової охорони // Перспективные тренды развития науки: техника и технологии (співавт.). 2016.